# Schatzalp
Schatzalp är en bergstopp i Schweiz.   Den ligger i regionen Prättigau/Davos och kantonen Graubünden, i den östra delen av landet, 180 km öster om huvudstaden Bern. Toppen på Schatzalp är 1 861 meter över havet.
Terrängen runt Schatzalp är huvudsakligen bergig, men åt nordväst är den kuperad. Närmaste större samhälle är Davos, 1,7 km öster om Schatzalp. 
I omgivningarna runt Schatzalp växer i huvudsak blandskog. Runt Schatzalp är det ganska glesbefolkat, med 40 invånare per kvadratkilometer.